# فرودگاه اورلوفکا
فرودگاه اورلوفکا (به انگلیسی: Orlovka) یک فرودگاه نظامی است که یک باند فرود بتن دارد و طول باند آن ۲۵۰۰ متر است. این فرودگاه در کشور روسیه قرار دارد و در ارتفاع ۲۵۹ متری از سطح دریا واقع شده است.